# John Hart (pisarz)
John Hart (ur. 2 października 1965 w Durham) – amerykański pisarz, autor powieści kryminalnych. Przez jakiś czas prowadził własną praktykę adwokacką, specjalizując się w sprawach karnych, ale porzucił ją, by napisać Króla kłamstw i pracować w jednej z ważniejszych kancelarii na Wall Street. Pochodzi i mieszka w stanie Karolina Północna.

## Powieści
- King of Lies (2006) – wyd. pol. Król kłamstw, Sonia Draga 2007, tłum. Monika Wiśniewska, ISBN 83-7508-011-7
- Down River (2007) – wyd. pol. W dół rzeki, Sonia Draga 2008, tłum. Monika Wiśniewska, ISBN 978-83-7508-103-9
- The Last Child (2009) – wyd. pol. Ostatnie dziecko, Sonia Draga 2012, tłum. Radosław Madejski, ISBN 978-83-7508-615-7
- Iron House (2011) – wyd. pol. Żelazny dom, Sonia Draga 2013, tłum. Alina Siewior-Kuś, ISBN 978-83-7508-731-4